# Verdiano Vera
Verdiano Vera (Genova, 5 aprile 1976) è un compositore, paroliere, produttore discografico, musicista, editore musicale, produttore televisivo italiano.
È conosciuto per aver creato il "FIM", la "Fiera Internazionale della Musica", oggi diventata "Salone della Formazione e dell'Innovazione Musicale".
È un noto produttore artistico e sound engineer. Il suo nome compare fra i crediti di numerosi album di rock progressivo pubblicati fra 2001 e il 2010. In particolare ha lavorato con i Delirium, i Latte e Miele, Il Tempio delle Clessidre, i Nuova Idea.
È conosciuto come musicista, compositore e paroliere per essere l'autore e l'arrangiatore delle canzoni cantate e interpretate da Mal dei Primitives e contenute nell'album Attimi (SM013) pubblicato dalla Maia Records nel 2009, nonché produttore discografico ed editore musicale dello stesso album.
È autore e produttore di numerosi album musicali pubblicati dalla "Ecosound" fra il 2005 e il 2007.
È conosciuto nell'ambiente televisivo italiano per essere il direttore artistico della storica emittente televisiva locale Teleliguria e per essere autore e produttore televisivo di format TV in onda su Odeon TV, 7 Gold, Telecity, Telegenova e Teleliguria.

## Biografia
Verdiano Vera nasce a Genova, Italia, il 5 aprile 1976 e frequenta il conservatorio Niccolò Paganini.
Inizia la sua attività professionale in ambito musicale nel 1996 lavorando come sound engineer e arrangiatore a Genova.

### Attività musicale
Dal 2005 al 2007 Verdiano Vera è coautore e coproduttore di numerosi brani musicali realizzati insieme a Giacomo Caliolo (musicista, ex-componente dei Rondò Veneziano) contenuti in una collana di album di musica elettronica, ambient music, lounge music e chillout pubblicata su CD e distribuiti in Italia dalla "Ecosound".
Nel 2008, Verdiano Vera produce Attimi (SM013) di Mal dei Primitives, pubblicato su CD e distribuito in Italia dalla "Self Distribuzione".
Nell'album "Attimi" Verdiano Vera è sound engineer, arrangiatore, compositore e coautore delle musiche insieme a Giacomo Caliolo e a Stefano Palumbo.

### Attività benefica
Nel 2012 Verdiano Vera produce "Ora che", un brano musicale scritto da Max Campioni e arrangiato da Lauro Ferrarini inciso a scopo benefico dagli Artisti Uniti per Genova, un supergruppo italiano di celebrità della musica pop, riunito dallo stesso Verdiano Vera secondo il modello della Band Aid di Do They Know It's Christmas?. I proventi raccolti con Ora che furono devoluti alla Croce Bianca genovese, afflitta in quel periodo per la perdita delle vite avvenuta durante la disastrosa alluvione di Genova del 4 novembre 2011.
Gli Artisti Uniti per Genova raccolsero con il brano Ora che i soldi necessari all'acquisto di un'autoambulanza. Al progetto parteciparono 37 artisti, fra musicisti e cantanti, incluso lo stesso Verdiano Vera, che oltre a produrre il singolo, si occupò anche di radunarli e di coordinarli tutti. 30 artisti si alternarono alla voce solista; fra gli altri, Vittorio De Scalzi dei New Trolls, Michele, Irene Fornaciari, Roberto Tiranti, Piero Parodi, il Gabibbo, Alexander, I Trilli, i Buio Pesto, i Latte e Miele, i Delirium e Daniele Raco.

### Attività televisiva
Verdiano Vera inizia a dedicarsi alla televisione nel 2010 e diventa direttore artistico di Teleliguria.

### Attività imprenditoriale
Dal 2012 Verdiano Vera è il direttore del coordinamento generale e delle strategie  del FIM, Fiera Internazionale della Musica oggi diventato Salone della Formazione e dell'Innovazione Musicale che si è svolto nel 2013 a Villanova d'Albenga (SV), nel 2014 e nel 2015 alla Fiera di Genova in Liguria, nel 2016 e 2017 a Erba (CO), nel 2018 e 2019 a Milano in Lombardia.

## Discografia
- 2005 - Barotique, Rondò Anthology, CD (Ecosound, 04733)
- 2006 - Exotic, Soundflowers, CD (Ecosound, 05808)
- 2006 - Think Piano, CD (Ecosound, 04658)[21]
- 2006 - Portofino Cafè, CD (Ecosound, 04993)[22]
- 2006 - Blue Dream, CD (Ecosound, 05013)[23]
- 2006 - Soul Groove, CD (Ecosound, 05327)[24]
- 2006 - New World, CD (Ecosound, 05792)[25]
- 2006 - Country Chillout, CD (Ecosound, 05822)[26]
- 2006 - Guitar Chillout, CD (Ecosound, 05785)[27]
- 2007 - Ibiza Bar, Soundflowers, CD (Ecosound, 07994)
- 2007 - Jazz Set, Soundflowers, CD (Ecosound, 08007)
- 2007 - Celtic Relax, Soundflowers, CD (Ecosound, 07987)

## Collaborazioni Discografiche
- 2001 - The Flight of the Phoenix, Sed Minstrel, CD/LP (Black Widow Records, BWRCD 062-2)
- 2007 - Vibrazioni Notturne, Delirium, CD/LP (Black Widow Records, BWRCD 100-2)
- 2008 - Attimi, Mal dei Primitives, CD (Maia Records, SM013)
- 2008 - Live Tasting, Latte e Miele (Live), CD (Aerostella, 0193582AER)
- 2009 - Il Nome del Vento, Delirium, CD/LP (Black Widow Records, BWRCD 113-2)
- 2010 - Il Tempio delle Clessidre, Il Tempio delle Clessidre, CD/LP (Black Widow Records, BWRCD 123-2)
- 2010 - Castles, Wings, Stories & Dreams, Paolo Siani & Friends feat. Nuova idea, CD/LP (Black Widow Records, BWR 131)
- 2012 - Ora che, Artisti Uniti per Genova, CD (Maia Records, SM036)